# Shantungosaurus giganteus
Shantungosaurus (il cui nome significa "lucertola di Shandong") è un genere estinto di dinosauro hadrosauro edmontosaurino vissuto nel Cretaceo superiore, circa 85 - 75 milioni di anni fa, in quella che oggi la penisola dello Shandong, in Cina. L'unica specie ascritta a questo genere è S. giganteus. Lo Shantungosaurus è considerato il più grande hadrosauro noto alla scienza: il solo femore è lungo circa 1,70 m e il suo omero raggiunge una lunghezza massima di 0,97 m.

## Descrizione

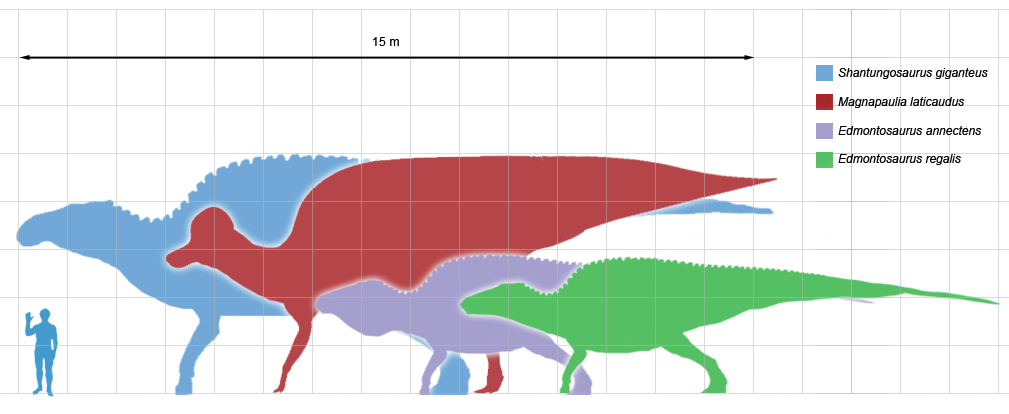
Dimensioni di Shantungosaurus (in blu) a confronto con altri hadrosauri giganti

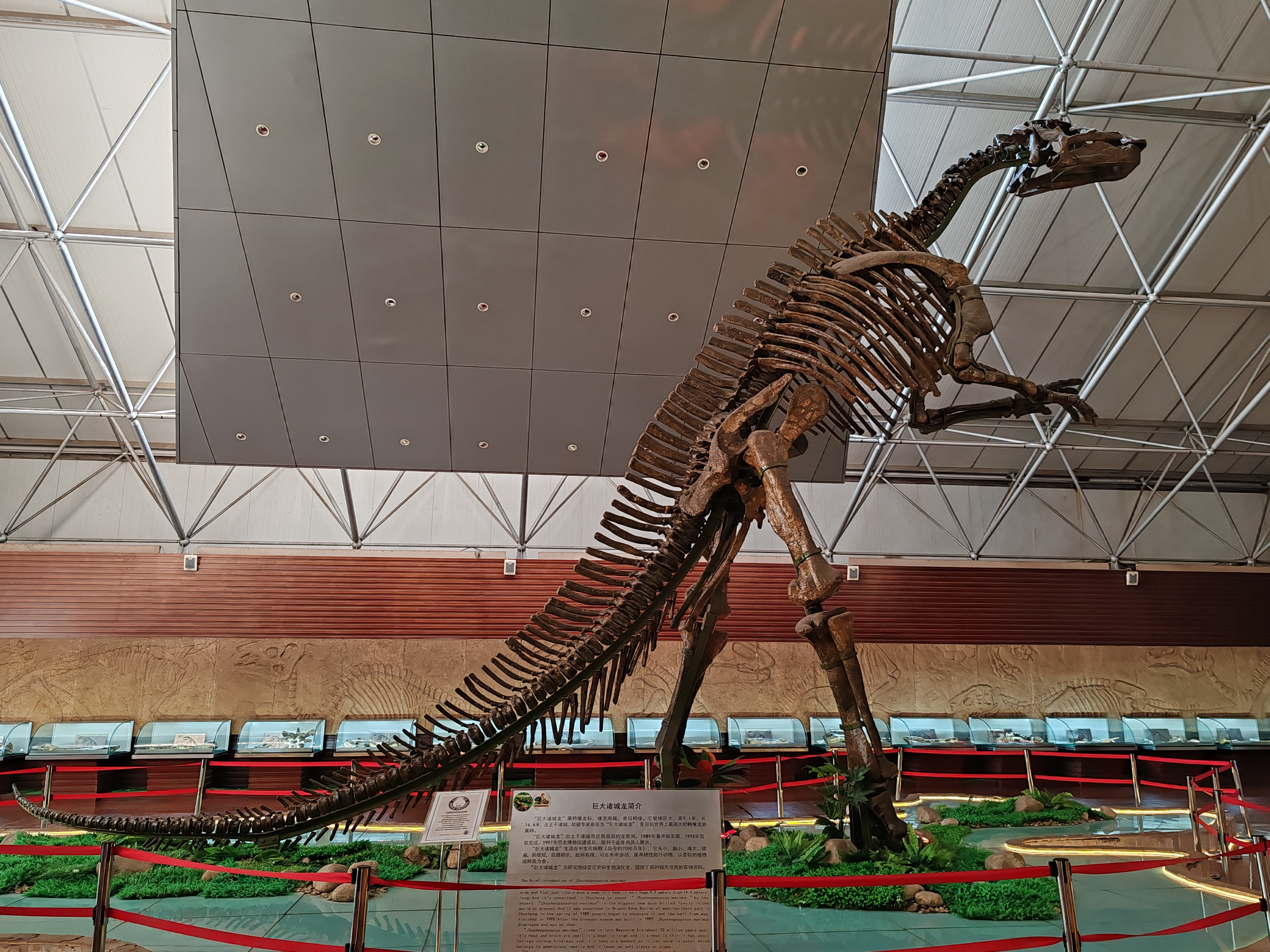
Scheletro di Shantungosaurus

Lo Shantungosaurus è il più grande adrosauro noto alla scienza, nonché il più grande ornitischio finora scoperto: il cranio dell'animale da solo era lungo ben 1,63 metri (5,3 piedi), mentre lo scheletro completo (montato all'Istituto Geologico della Cina, a Pechino) misura ben 14,7 metri (48 ft) di lunghezza; un altro scheletro, originariamente descritto come "Zhuchengosaurus maximus", (oggi sinonimo Shantungosaurus), misura ben 16,6 metri (54 ft) di lunghezza. Si stima che gli esemplari più grossi potessero arrivare ad un peso complessivo di 16 tonnellate. Come tutti gli altri hadrosauri, il muso terminava con un largo becco privo di denti, che si trovavano invece nella parte posteriore della mascella, dove erano presenti ben 1.500 piccoli denti adatti alla masticazione. I grandi fori nasali posti alla fine del muso erano probabilmente ricoperti da pelle molle che l'animale poteva gonfiare come palloncini per emettere suoni. Eccezionali ritrovamenti di tessuti molli in alcuni fossili di Edmontosaurus, mostrano la presenza di una cresta cranica formata da tessuti molli, che raramente si fossilizzano. Essendo lo Shantungosaurus strettamente imparentato con Edmontosaurus, anche il primo potrebbe avere avuto una cresta simile.

## Storia della scoperta
Descritto per la prima volta nel 1973, lo Shantungosaurus è noto per ben cinque scheletri parziali, il che rende facile immaginare il suo aspetto. Lo scienziato cinese Xing Xu et al., hanno evidenziato diverse caratteristiche comuni tra Shantungosaurus ed Edmontosaurus, formando una sorta di "nodo asiatico" tra Edmontosaurus e Shantungosaurus, sulla base dei nuovi materiali recuperati a Shandong. I resti ritrovati a Shandong comprendono alcune ossa del cranio, le ossa degli arti e alcune vertebre. Questi campioni furono inizialmente classificati come una nuova specie chiamata Zhuchengosaurus maximus, nel 2007. Tuttavia, successivi studi dimostrarono che le caratteristiche apparentemente distintive di Zhuchengosaurus erano semplicemente il risultato di diverse fasi di crescita, sinonimizzando Zhuchengosaurus come un esemplare di età avanzata di Shantungosaurus.
Successive analisi sugli hadrosauroidea, hanno convalidato la stretta parentela tra Edmontosaurus e Shantungosaurus. Inoltre lo Shantungosaurus è oggi considerato l'unico hadrosauride della zona di Zhucheng, considerato valido. Difatti, i due generi Zhuchengosaurus e Huaxiaosaurus, sono stati entrambi resi junior synonyms di Shantungosaurus. Si è successivamente scoperto che le varie differenze morfologiche che avevano fatto pensare a nuove specie, erano semplici variazioni intraspecifiche (variazioni ontogenetiche e polimorfiche).